# Nappy Lamare
Nappy Lamare (14 de junio de 1905 – 8 de mayo de 1988) fue un banjista, guitarrista, bajista y vocalista de jazz de nacionalidad estadounidense, quizás más conocido por su trabajo llevado a cabo entre 1930 y 1935 con la banda de Ben Pollack y, desde 1935 a 1943, con la de Bob Crosby. 

## Biografía
Su verdadero nombre era Joseph Hilton Lamare, y nació en Nueva Orleans, Luisiana.
Lamare inició su carrera musical en Nueva Orleans trabajando con artistas como Monk Hazel, Johnny Wiggs y Sharkey Bonano, entre otros muchos. 
En 1947 llegó a ser propietario, junto a  Doc Rando y Ernani Bernardi, de un club de Los Ángeles llamado 'Club 47'. En 1950 Lamare y su banda, los 'Straw Hat Strutters', tuvieron un show televisivo en la cadena KTLA. Posteriormente dedicaron cinco años a llevar a cabo giras artísticas. Tras su período con los 'Straw Hat Strutters', codirigió los 'Riverboat Dandies' junto a Ray Bauduc. 
Tras sufrir un accidente de tráfico en la década de 1960, Lamare disminuyó su actividad artística, aunque permaneció en activo. 
Nappy Lamare falleció el 8 de mayo de 1988 en Newhall, Santa Clarita (California).